# Liste der denkmalgeschützten Objekte in Wilhelmsburg (Niederösterreich)
Die Liste der denkmalgeschützten Objekte in Wilhelmsburg enthält die 20 denkmalgeschützten, unbeweglichen Objekte der Gemeinde Wilhelmsburg im niederösterreichischen Bezirk Sankt Pölten-Land.

## Denkmäler
| Foto |                 | Denkmal | Standort                                      | Beschreibung | Metadaten |
| ---- | --------------- | --- | --------------------------------------------- | --- | --- |
| ja   | Datei hochladen | Auslaufkammer Traisendüker (AK 79), 3 Kanalbrücken (Grünbauer 1, 2, Windhaag), Einsteigturm 80 HERIS-ID: 111637 Objekt-ID: 129626seit 2012 | Standort siehe Beschreibung KG: Kreisbach     | Der Traisendüker, ein Düker der II. Wiener Hochquellenwasserleitung, unterquert mit einer Horizontalentfernung von rund 1170 m die Traisen in Wilhelmsburg von der Einlaufkammer EK 78 zur Auslaufkammer AK 79 (Lage). Neben dem Traisendüker schützt das Bundesdenkmalamt mit gleichem Eintrag auch noch Kanalbrücke (Lage), Kanalbrücke (Lage), Kanalbrücke (Lage) und den Einsteigturm 80 (Lage). | BDA-Hist.: Q37825710 Status: Bescheid Stand der BDA-Liste: 2025-06-30 Name: Auslaufkammer Traisendüker (AK 79), Ablasskammer, 3 Kanalbrücken (Grünbauer 1, 2, Windhaag), Einsteigturm 80 GstNr.: 266, 264/3, 49/3, 207/4, 208/4, 1642, 152/1, 174, 186, 38/1 Hochquellenwasserleitung in Wilhelmsburg |
| ja   | Datei hochladen | Engelbaueraquädukt und Ablasskammer HERIS-ID: 111638 Objekt-ID: 129627seit 2012                                                            | Standort KG: Kreisbach                        | Die II. Wiener Hochquellenwasserleitung ist eine 183 Kilometer lange Trinkwasser-Versorgungsleitung für die Stadt Wien. Sie wurde auf Betreiben von Karl Lueger errichtet und nach zehnjähriger Bauzeit am 2. Dezember 1910 als II. Kaiser-Franz-Josef-Hochquellenleitung eröffnet. | BDA-Hist.: Q37825718 Status: Bescheid Stand der BDA-Liste: 2025-06-30 Name: Engelbaueraquädukt GstNr.: 153/1, 159/1, 49/3 Engelbaueraquädukt |
| ja   | Datei hochladen | Gutshof/Meierhof (herrschaftlich) HERIS-ID: 61185 Objekt-ID: 73595                                                                         | Kreisbacher Straße 22 Standort KG: Kreisbach  | Der dreiflügelige, zweigeschoßige ehemalige Gutshof übertrifft das Schloss heute in seinen Ausdehnungen und entstand um 1600. Die Fenster sind teilweise mit Sgraffitorahmen ausgestattet, die Wirtschaftstrakte mit Spitzkappentonnengewölben. | BDA-Hist.: Q64765049 Status: § 2a Stand der BDA-Liste: 2025-06-30 Name: Gutshof/Meierhof (herrschaftlich) GstNr.: 1536 Schloss Kreisbach |
| ja   | Datei hochladen | Schlosskapelle hl. Anna HERIS-ID: 61186 Objekt-ID: 73596                                                                                   | Kreisbacher Straße 27 Standort KG: Kreisbach  | Die auf die hl. Anna geweihte Schlosskapelle wurde 1681 durch den Umbau eines Ballsaals des Kreisbacher Schlosses geschaffen. Der zweijochige Innenraum misst 10 × 8 Meter im Grundriss und ist 6 Meter hoch. Der Stuckdekor an Gewölbe und Wänden stammen aus der Zeit um 1720. | BDA-Hist.: Q64765050 Status: § 2a Stand der BDA-Liste: 2025-06-30 Name: Schlosskapelle hl. Anna GstNr.: 118/2 Schloss Kreisbach |
| ja   | Datei hochladen | Schloss Kreisbach HERIS-ID: 61190 Objekt-ID: 73600                                                                                         | Kreisbacher Straße 27 Standort KG: Kreisbach  | Von dem mittelalterlichen Bau, erstmals erwähnt im 12. Jahrhundert und im 16. Jahrhundert in wesentlichen Teilen umgestaltet, ist nur der aus zwei Trakten bestehende Ostflügel erhalten geblieben, in dem sich auch die Schlosskapelle befindet. Ein großer Teil der Bausubstanz wurde Mitte des 19. Jahrhunderts aus steuerlichen Gründen abgetragen. Ein Blickfang ist der 14 Meter hohe Torturm, der in den ehemaligen Innenhof führt. Von der ehemals die Anlage umschließenden Ringmauer, einem Graben und zwei Türmen sind nur noch geringe Reste vorhanden. | BDA-Hist.: Q2241940 Status: § 2a Stand der BDA-Liste: 2025-06-30 Name: Schloss Kreisbach GstNr.: 118/2, 119/2, 119/1 Schloss Kreisbach |
| ja   | Datei hochladen | Einsteigturm 77 HERIS-ID: 111634 Objekt-ID: 129623seit 2012                                                                                | Standort KG: Pömmern                          | Der Einsteigturm 77 dient als Zugang zu einem unterirdischen Teil der bis 1910 errichteten II. Wiener Hochquellenleitung. | BDA-Hist.: Q37825684 Status: Bescheid Stand der BDA-Liste: 2025-06-30 Name: Einsteigturm 77 GstNr.: 196 Einsteigturm 77, II HQL, Wilhelmsburg |
| ja   | Datei hochladen | Pömmernaquädukt HERIS-ID: 111635 Objekt-ID: 129624seit 2012                                                                                | Standort KG: Pömmern                          | Die II. Wiener Hochquellenwasserleitung ist eine 183 Kilometer lange Trinkwasser-Versorgungsleitung für die Stadt Wien. Sie wurde auf Betreiben von Karl Lueger errichtet und nach zehnjähriger Bauzeit am 2. Dezember 1910 als II. Kaiser-Franz-Josef-Hochquellenleitung eröffnet. | BDA-Hist.: Q37825693 Status: Bescheid Stand der BDA-Liste: 2025-06-30 Name: Pömmernaquädukt GstNr.: 144, 178, 198, 199, 196, 197 Pömmernaquädukt |
| ja   | Datei hochladen | Hadingaquädukt HERIS-ID: 111631 Objekt-ID: 129620seit 2012                                                                                 | Standort KG: Wielandsberg                     | Das Hadingaquädukt der II. Wiener Hochquellenwasserleitung verbindet die Gemeinden Weinburg und Wilhelmsburg. | BDA-Hist.: Q37825650 Status: Bescheid Stand der BDA-Liste: 2025-06-30 Name: Hadingaquädukt GstNr.: 474, 177/1, 177/2 Hadingaquädukt |
| ja   | Datei hochladen | Wolkersbergaquädukt HERIS-ID: 111632 Objekt-ID: 129621seit 2012                                                                            | Standort KG: Wielandsberg                     | Das Wolkersbergaquädukt der II. Wiener Hochquellenwasserleitung verbindet die Katastralgemeinden Wielandsberg und Wolkersberg. | BDA-Hist.: Q37825660 Status: Bescheid Stand der BDA-Liste: 2025-06-30 Name: Wolkersbergaquädukt GstNr.: 123/1 Wolkersbergaquädukt |
| ja   | Datei hochladen | Einlaufkammer Traisendüker (EK 78) HERIS-ID: 111636 Objekt-ID: 129625seit 2012                                                             | Standort KG: Wilhelmsburg                     | Der Traisendüker, ein Düker der II. Wiener Hochquellenwasserleitung, unterquert mit einer Horizontalentfernung von rund 1170 m die Traisen in Wilhelmsburg von der Einlaufkammer EK 78 zur Auslaufkammer AK 79. | BDA-Hist.: Q37825704 Status: Bescheid Stand der BDA-Liste: 2025-06-30 Name: Einlaufkammer Traisendüker (EK 78) GstNr.: 71/1 |
| ja   | Datei hochladen | Pestkreuz/Pestsäule HERIS-ID: 61179 Objekt-ID: 73589                                                                                       | bei Bahnhofstraße 1 Standort KG: Wilhelmsburg | Die Pestsäule mit einem mehrstufigen Sockel stammt aus dem Jahr 1678. | BDA-Hist.: Q38094713 Status: § 2a Stand der BDA-Liste: 2025-06-30 Name: Pestkreuz/Pestsäule GstNr.: 589/36 Pestsäule Wilhelmsburg (Niederösterreich) |
| ja   | Datei hochladen | Figurenbildstock hl. Judas Thaddäus HERIS-ID: 61180 Objekt-ID: 73590                                                                       | Hauptplatz Standort KG: Wilhelmsburg          | Die Statue des hl. Judas Thaddäus stammt aus dem Jahr 1717. Sie steht auf einem breiten Sockel auf dem Hauptplatz. | BDA-Hist.: Q38094739 Status: § 2a Stand der BDA-Liste: 2025-06-30 Name: Figurenbildstock hl. Judas Thaddäus GstNr.: 660/2 Judas Thaddäus Wilhelmsburg (Niederösterreich) |
| ja   | Datei hochladen | Kath. Pfarrkirche hl. Stephan HERIS-ID: 50872 Objekt-ID: 56316                                                                             | Hauptplatz 4, neben Standort KG: Wilhelmsburg | Die römisch-katholische Pfarrkirche zum hl. Stephanus auf dem nördlichen Teil des Hauptplatzes ist eine gotische Staffelkirche aus dem 14. und 15. Jahrhundert mit romanischem Kern. Auf ihrer Westseite erhebt sich ein niedriger Giebelturm. | BDA-Hist.: Q38042508 Status: § 2a Stand der BDA-Liste: 2025-06-30 Name: Kath. Pfarrkirche hl. Stephan GstNr.: .137 Pfarrkirche hl. Stephan, Wilhelmsburg |
| ja   | Datei hochladen | Marienkapelle, Herzogskapelle HERIS-ID: 61160 Objekt-ID: 73570                                                                             | Hauptplatz 5 Standort KG: Wilhelmsburg        | Die heute evangelische Herzogskapelle ist ein bemerkenswertes Beispiel einer gotischen herrschaftlichen Doppelkapelle. Sie ist mit dem Pfarrhof durch einen Trakt verbunden und dient seit 1969 als evangelische Gottesdienststätte. | BDA-Hist.: Q38094664 Status: § 2a Stand der BDA-Liste: 2025-06-30 Name: Marienkapelle, Herzogskapelle GstNr.: .120 Marienkapelle Wilhelmsburg (Niederösterreich) |
| ja   | Datei hochladen | Pfarrhof HERIS-ID: 61161 Objekt-ID: 73571                                                                                                  | Hauptplatz 5 Standort KG: Wilhelmsburg        | Der Pfarrhof nördlich der Pfarrkirche ist von ihr durch einen ummauerten Garten – den einstigen Friedhof – abgesetzt. Der zweigeschoßige Bau mit Walmdach ist im Kern mittelalterlich und wurde im Barock verändert. | BDA-Hist.: Q38094675 Status: § 2a Stand der BDA-Liste: 2025-06-30 Name: Pfarrhof GstNr.: .120 Pfarrhof Wilhelmsburg (Niederösterreich) |
| ja   | Datei hochladen | Bürgerhaus HERIS-ID: 35308 Objekt-ID: 34037                                                                                                | Hauptplatz 10 Standort KG: Wilhelmsburg       | Das zweigeschoßige Bürgerhaus mit Walmdach ist im Kern mittelalterlich und wurde barock verändert. | BDA-Hist.: Q37963119 Status: Bescheid Stand der BDA-Liste: 2025-06-30 Name: Bürgerhaus GstNr.: .100 Bürgerhaus Hauptplatz 10, Wilhelmsburg |
| ja   | Datei hochladen | Bürgerhaus HERIS-ID: 46099 Objekt-ID: 47757                                                                                                | Hauptplatz 11 Standort KG: Wilhelmsburg       | Auch dieses giebelständige Bürgerhaus mit einem hohen Speichergeschoß ist im Kern mittelalterlich. Es wurde im 16. und 17. Jahrhundert umgebaut. | BDA-Hist.: Q38019205 Status: Bescheid Stand der BDA-Liste: 2025-06-30 Name: Bürgerhaus GstNr.: .99 Bürgerhaus Hauptplatz 11, Wilhelmsburg |
| ja   | Datei hochladen | Rathaus/Gemeindeamt HERIS-ID: 50871 Objekt-ID: 56315                                                                                       | Hauptplatz 13 Standort KG: Wilhelmsburg       | Das giebelständige Rathaus mit schlichter Fassade stammt in seiner Bausubstanz aus der 1. Hälfte des 17. Jahrhunderts. Das Relief mit dem Stadtwappen ist mit 1632 bezeichnet. | BDA-Hist.: Q38042498 Status: § 2a Stand der BDA-Liste: 2025-06-30 Name: Rathaus/Gemeindeamt GstNr.: .97 Rathaus Wilhelmsburg (Niederösterreich) |
| ja   | Datei hochladen | Stadtmauer HERIS-ID: 903 | Standort KG: Wilhelmsburg                     | Die Stadtbefestigung entstand ursprünglich 1310 und wurde ab der 2. Hälfte des 16. Jahrhunderts zweimal erhöht und verstärkt. Ab 1856 erfolgte die Schleifung der Tore und Türme. Reste der Ringmauer sind unter anderem im Nordwesten der Stadt erhalten. | BDA-Hist.: Q37963133 Status: Bescheid Stand der BDA-Liste: 2025-06-30 Name: Wilhelmsburg - Stadtmauer GstNr.: 468, 469/1, 471/2, 470/1, 452/2, 471/1, 447, 448, 450, 451/1, 472/1, 472/3, 383/1, 553/3, 553/2, 446, 440, 381/6, 382, 472/2, .505, 472/4 Stadtbefestigung Wilhelmsburg                 |
| ja   | Datei hochladen | Wolkersbergaquädukt HERIS-ID: 111633 Objekt-ID: 129622seit 2012                                                                            | Standort KG: Wolkersberg                      | Das Wolkersbergaquädukt der II. Wiener Hochquellenwasserleitung verbindet die Katastralgemeinden Wielandsberg und Wolkersberg. | BDA-Hist.: Q37825669 Status: Bescheid Stand der BDA-Liste: 2025-06-30 Name: Wolkersbergaquädukt GstNr.: 20, 23 Wolkersbergaquädukt |

## Ehemalige Denkmäler
| Foto |                 | Denkmal                                          | Standort                                 | Beschreibung | Metadaten |
| ---- | --------------- | ------------------------------------------------ | ---------------------------------------- | --- | --- |
| ja   | Datei hochladen | Wohnhaus, Peinstadlhaus Objekt-ID: 12256bis 2014 | Färbergasse 28 Standort KG: Wilhelmsburg | Das sogenannte Peinstadlhaus ist ein dreiflügeliger eingeschoßiger Bau aus dem frühen 18. Jahrhundert. Der Osttrakt weist einen hohen, mehrfach geschweiften Giebel auf. | BDA-Hist.: Q106676052 Status: Bescheid Stand der BDA-Liste: 2014-06-27 Name: Wohnhaus, Peinstadlhaus GstNr.: 533/4 |